# Murazzano (formaggio)
Il murazzano è un formaggio DOP italiano di latte principalmente ovino prodotto nella provincia di Cuneo.
Il primo riconoscimento della denominazione di origine il "Murazzano" l'ebbe con il DPR del 16 dicembre 1982.
Nel giugno 1996, a livello europeo, la denominazione "Murazzano" è stata riconosciuta come denominazione di origine protetta (DOP).

## Leggenda

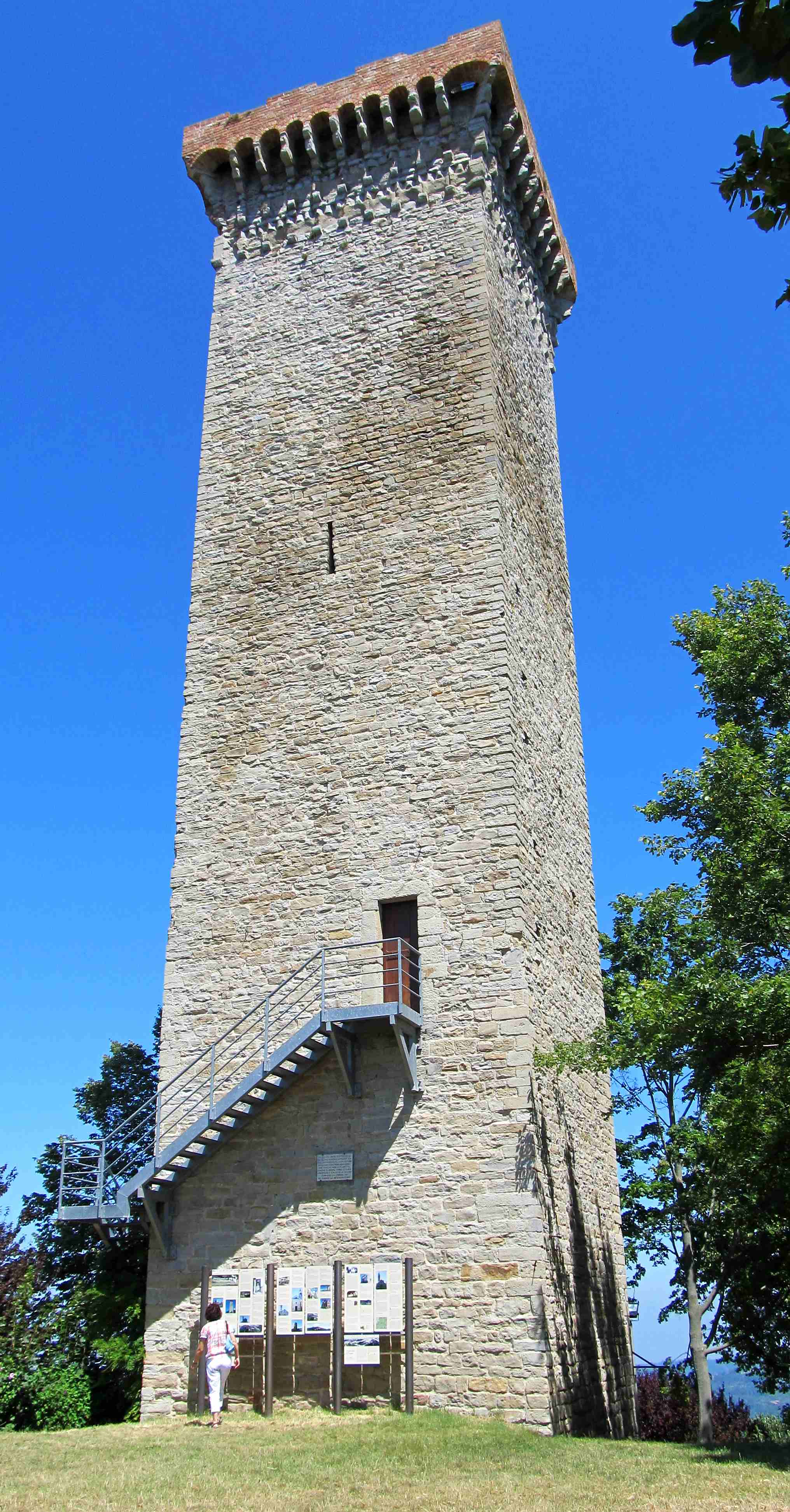
La torre medievale di Murazzano

La leggenda narra che un giovane di Murazzano, tal Giovannino, fosse stato incaricato dalla madre di sorvegliare alcune forme di "Murazzano"; tuttavia egli si distrasse e ne approfittò un grosso corvo nero per rubargliene alcune. Accortosi subito del furto e temendo i rimproveri materni, Giovannino inseguì il corvo fino in una zona del cebano, nota per i raduni di streghe e diavoli che vi si svolgevano. Data la giovane età Giovannino si trovò presto stanco ed affamato e quindi appena trovata una capanna vi entrò per riposarsi, trovandovi però stranamente una tavola ben imbandita per due persone; il giovane non ci pensò due volte a sedersi ed a servirsi di quel ben di Dio. Aveva appena terminato il suo pasto quando gli comparve il diavolo, il quale lo accusò di avergli sottratto il pranzo e per questo gli intimò di seguirlo all'inferno. Il giovane gli chiese di esaudire un suo ultimo desiderio: bere un po' di acqua fresca di pozzo. Giunti al pozzo, il diavolo si sporse per verificare la presenza dell'acqua e Giovannino ne approfittò per buttarcelo dentro. Alle rimostranze del diavolo, finito in fondo al pozzo, Giovannino gli promise aiuto ad uscire in cambio della restituzione del "Murazzano" rubatogli (sotto le sembianze del corvo si celava il diavolo) e, in aggiunta, anche un po' di denaro. Il che dimostra come fosse ritenuto pregiato questo formaggio, se persino il diavolo ne era goloso.

## Descrizione
Si tratta di una classica toma o robiola piemontese.
Formaggio grasso a pasta cruda, molle e di breve stagionatura, a crosta lavata, è prodotto con latte ovino di razza autoctona delle Langhe, in purezza o con un impiego di latte vaccino fino al 40%. Ha crosta molto sottile (pelle), a volte fiorita, con un colore che varia dal bianco latte, per le forme fresche, al paglierino chiaro e che tende ad imbrunire per le forme più stagionate; la sua forma è cilindrica, con facce piane del diametro di 10 – 15 cm, e il suo peso varia fra i 300 e i 400 g, la pasta è tenera, presenta spesso occhiatura, è asciutta al palato, con tendenza al gusto amarognolo nei casi di stagionatura prolungata.
Si accompagna bene a vini come il Dolcetto d'Alba, il Dolcetto d'Ovada e il Ruché di Castagnole Monferrato.

## Produzione e stagionatura
Il processo di produzione è il seguente: il latte viene scaldato a 37° di temperatura e quindi gli viene aggiunto presame liquido. Dopo la coagulazione la cagliata viene posata in piccole forme cilindriche, dotate di una base forata per consentire la separazione del siero, e lasciata ivi riposare per almeno 24 ore. Si procede quindi alla salatura.
La stagionatura è di 4 giorni minimo, ma talvolta il prodotto viene conservato, anche per periodi piuttosto prolungati. Dal Murazzano si produce ottimo bruss (Bruz di Murazzano), che viene conservato nei tradizionali vasi di vetro con chiusura ermetica, noti in dialetto come burnie.

## Zona di produzione
Comprende gli interi territori amministrativi di una cinquantina di Comuni dell'Alta Langa cuneense: Albaretto della Torre, Arguello, Belvedere Langhe, Benevello, Bergolo, Bonvicino, Borgomale, Bosia, Bossolasco, Camerana, Castelletto Uzzone, Castellino Tanaro, Castino, Cerretto Langhe, Cigliè, Cissone, Cortemilia, Cravanzana, Feisoglio, Gorzegno, Gottasecca, Igliano, Lequio Berria, Levice, Marsaglia, Mombarcaro, Monesiglio, Murazzano, Niella Belbo, Paroldo, Perletto, Pezzolo Valle Uzzone, Prunetto, Roascio, Rocca Cigliè, Rocchetta Belbo, Sale delle Langhe, Saliceto, San Benedetto Belbo, Serravalle Langhe Somano, Torre Bormida, Torresina, Montezemolo, Sale San Giovanni, Clavesana, Bastia Mondovì, Ceva, Priero e Castelnuovo di Ceva.